# Bahnstrecke Vojens–Haderslev
| Bahnhof Vojens (2012) |                                  |                                                  |                                                  |
| Streckenverlauf |                                  |                                                  |                                                  |
| Streckennummer: | 67 (DSB)                         |                                                  |                                                  |
| Streckenlänge: | 12 km                            |                                                  |                                                  |
| Spurweite: | 1435 mm (Normalspur)             |                                                  |                                                  |
| Streckengeschwindigkeit: | 45 km/h, für Museumszüge 40 km/h |                                                  |                                                  |
| |                                  |                                                  |                                                  |
| \| \| \| von Flensburg \| \| \| \| 0,0 \| Vojens dt. Woyens \| Vojens dt. Woyens \| \| \| \| nach Fredericia \| \| \| \| 4 \| Styding \| Styding \| \| \| 6 \| Hammelev dt. Hammeleff, (ab 1922, bis 1933 Bhf.) \| Hammelev dt. Hammeleff, (ab 1922, bis 1933 Bhf.) \| \| \| 12[2] \| Haderslev H dt. Hadersleben \| Haderslev H dt. Hadersleben \| \| \| \| Omkørselsvejen L 170 \| \| \| \| 12[2] \| Haderslev By (1950–2019) \| Haderslev By (1950–2019) \| \| \| \| Nørregade \| \| \| \| \| Haderslev By \| \| \| \| \| Haderslev Havn \| \| |                                  |                                                  |                                                  |
| Strecke |                                  | von Flensburg                                    | von Flensburg                                    |
| Bahnhof | 0,0                              | Vojens dt. Woyens                                | Vojens dt. Woyens                                |
| Abzweig geradeaus und nach links |                                  | nach Fredericia                                  | nach Fredericia                                  |
| Haltepunkt / Haltestelle | 4                                | Styding                                          | Styding                                          |
| Haltepunkt / Haltestelle | 6                                | Hammelev dt. Hammeleff, (ab 1922, bis 1933 Bhf.) | Hammelev dt. Hammeleff, (ab 1922, bis 1933 Bhf.) |
| Kopfbahnhof Strecke ab hier außer Betrieb | 12                               | Haderslev H dt. Hadersleben                      | Haderslev H dt. Hadersleben                      |
| Brücke (Strecke außer Betrieb) |                                  | Omkørselsvejen L 170                             | Omkørselsvejen L 170                             |
| Haltepunkt / Haltestelle (Strecke außer Betrieb) | 12                               | Haderslev By (1950–2019)                         | Haderslev By (1950–2019)                         |
| Bahnübergang (Strecke außer Betrieb) |                                  | Nørregade                                        | Nørregade                                        |
| Bahnhof (Strecke außer Betrieb) |                                  | Haderslev By                                     | Haderslev By                                     |
| Betriebs-/Güterbahnhof Streckenende (Strecke außer Betrieb) |                                  | Haderslev Havn                                   | Haderslev Havn                                   |

Die Bahnstrecke Vojens–Haderslev (dt. Woyens–Hadersleben) ist eine Bahnstrecke zwischen Vojens und Haderslev in Sydjylland (Nordschleswig) in Dänemark. Die eingleisige Strecke ist 11,9 Kilometer lang und schließt seit dem 2. Mai 1866 Hadersleben an die von der Nordschleswigschen Eisenbahngesellschaft von der Nordschleswigschen Weiche (heute: Flensburg Weiche) bei Flensburg bis Rothenkrug und Woyens erbauten Sønderjyske Længdebane an.

## Geschichte
Wegen des hügeligen und fjordreichen Geländes an der ostjütländischen Küste wurde die Bahnstrecke Flensburg–Fredericia nicht direkt nach Hadersleben und Apenrade geführt. Die beiden Städte wurden mit der Nebenstrecke Rothenkrug–Apenrade und der Haderslebenbahn erschlossen. Der Streckenbau wurde von dem Konsortium Peto, Brassey und Betts ausgeführt, die Bahnhofsgebäude von dem Architekten N.P.C. Holsøe entworfen.
Nach dem Verlust Schleswigs im Preußisch-Dänischen Krieg ging das Eigentum an der Strecke ab dem 1. Januar 1870 an die Altona-Kieler Eisenbahn-Gesellschaft über, die wiederum am 1. Januar 1887 von den Preußischen Staatseisenbahnen übernommen wurde.
Am 17. Juli 1920 übernahmen die DSB die Strecke.

## Details über Strecke und Bahnhöfe
- Hammelev wurde 1922 in Betrieb genommen und war bis 1953 Bahnhof, danach Haltepunkt. Das 1953 stillgelegte Ausweichgleis konnte nach Kundenprotesten bis 1963 verwendet werden.

- Der heutige, im westlichen Teil der Stadt liegende wieder als Haderslev H bezeichnete Bahnhof hieß vom 3. März 1866 bis 1920 Alt Hadersleben in Verbindung mit der Eröffnung der Haderslebener Kreisbahn, von 1920 bis 1928 Haderslev, von 1928 bis 1934 Haderslev Statsbanestation, von 1934 bis 1943 Haderslev Vestbanegård und von 1943 bis 1967 Haderslev H. Erneut wurde der Name 1967 in Haderslev Vestbanegård geändert, allerdings verlor der Bahnhof im gleichen Jahr seinen Fahrkartenschalter. 1985 wurde das Bahnhofsgebäude abgerissen, das Areal 1992 an die Brauerei Fuglsang verkauft. 1935 wurde das bisher hier vorhandene Lok-Depot abgerissen und das Bahnsteiggleis mit einem Überholgleis und einem schmalen Mittelbahnsteig nach Norden verlängert, um ab hier die Züge nach Vojens abfahren zu lassen. 1951 wurde der neue Lokschuppen für die Streckenlok errichtet. Dieser Lokschuppen ist heute noch ohne Gleisanschluss vorhanden.

- Haderslev By hieß vom 3. März 1866 bis 1920 Hadersleben Kreisbahnhof in Verbindung mit der Eröffnung der Haderslebener Kreisbahn, ab 1920 Haderslev Amtsbanegård und ab 1943 Haderslev Bystation. Er war ursprünglich der Bahnhof der Haderslebener Kreisbahn. Mit der Einstellung der Schmalspurstrecke nach Skodborg am 31. Januar 1933 endete vorläufig der Personenverkehr zwischen den Bahnhöfen innerhalb von Haderslev. 1934 verlängerten die DSB ihre Personenzüge bis zu dieser Station.

- Nach der vorläufigen Stilllegung der Kreisbahn 1934 übernahmen die DSB den Streckenabschnitt zwischen Haderslev Vestbanegård und Haderslev Amtsbanegård, der bisher von der Kreisbahn bedient wurde, um den Anschluss des Hafens an die Bahnstrecke weiterhin sicherzustellen. Mit der endgültigen Einstellung der Kreisbahn 1939 übernahmen die DSB auch das Bahnhofsgebäude der Kreisbahn. 1950 wurde der größte Teil des Bahnbetriebs auf einen neuen westlich der stark befahrenen Nørregade gelegenen eingleisigen Haltepunkt mit Namen Haderslev Bystation verlegt, es verblieb lediglich das Gleis weiter zum Hafen. Das alte Bahnhofsgebäude wurde zum Busbahnhof umfunktioniert. Nach der Errichtung eines neuen Busbahnhofes 1961 wurde das Bahnhofsgebäude ebenso wie das in Vojens abgerissen.

- Das Gleis zwischen Alt Hadersleben und den Hafenanschlüssen war mit einem Dreischienengleis in den Spurweiten 1000 mm und 1435 mm ausgeführt, um Normalspurwagen zum Hafen bringen zu können. Die Betriebsführung auf diesem Abschnitt oblag bis zum Ende ihres Bestehens der Kreisbahn.

- 2016/2017 wurden auf der ehemaligen Strecke in Haderslev zwischen Vinkelvej und Nørregade die noch vorhandenen Gleise zum Hafen entfernt und ein zweispuriger Rad- und Fußweg angelegt.[3]

- 2019 endete der Zugbetrieb zum Haltepunkt Haderslev By. Ab dem 4. November 2019 wurden die Schienen und Schwellen zwischen Haderslev By und Haderslev H aufgenommen und die Trasse von der Bepflanzung geräumt. Zwischen 25. November 2019 und 29. Mai 2020 wurde auf dem Abschnitt Nørregade–Simmerstedvej von Haderslev Fjernvarme eine neue Fernwärmeleitung verlegt, über der eine Verlängerung des Radweges entstand.[3]

## Zugbetrieb
1951 fanden die letzten Zugfahrten mit Dampflokomotiven der Baureihe O statt. Danach wurde der Personenverkehr von Dieseltriebwagen der Baureihe MO übernommen. 1957 fuhr der letzte Güterzug mit Dampfloks der Baureihe O. Auf die Umrüstung der Strecke auf Fernsteuerung wurde 1968 verzichtet, nachdem die Hauptstrecke zwischen Flensburg und Frederica umgestellt wurde. 1968 fällten die DSB die Entscheidung, den Personenverkehr auf vielen Nebenstrecken in ganz Dänemark einzustellen. Dennoch wurden 1969 die Schienen auf der Strecke erneuert. Für den Fahrplanwechsel 1971 wurde die Einstellung des Personenverkehrs geplant. Im DSB-Kursbuch von 1973 sind werktags 18 Zugpaare auf der Strecke verzeichnet.
Seit Anbeginn bis zum 26. Mai 1974 fand auf der Strecke Personen- und Güterverkehr statt. An diesem Tage wurde der Personenverkehr wegen der Ölkrise vorläufig eingestellt und danach von den DSB nie mehr aufgenommen. Auf Grund eines Gesetzes vom 21. Dezember 1977 wurde der Personenverkehr endgültig eingestellt. Die Strecke verschwand mit dem Fahrplanwechsel im Mai 1978 aus dem Zugfahrplan, zuvor waren dort die Abfahrtzeiten der Busse aufgelistet.
1988 stellte die DSB den Plan 2000 vor, in dem der Personenverkehr wiederbelebt werden sollte. Der Plan wurde nie verwirklicht. In Verbindung mit der Namensgebung des IC-3-Zuges Hans Gram verkehrte dieser zwischen seiner Vaterstadt Vojens und Haderslev. Nachdem der Güterverkehr immer weiter nachließ und auch ein Transport mit einer Kleinlok nicht mehr rentabel war, wurde 1998 beschlossen, die Strecke stillzulegen. Diese Stilllegung erfolgte am 1. Januar 2001. Nach der Einstellung des Güterverkehrs 1999 fuhren nur noch Museumszüge. Diese endeten im Jahre 2004. In den folgenden Jahren sollte ein Radweg auf dem Streckenplanum errichtet werden. Mit einer Entscheidung des Verkehrsministeriums im Dezember 2005 wurde der Abbau der Strecke beschlossen, jedoch nicht realisiert. 2011 wurde der Museumsbetrieb wieder aufgenommen.

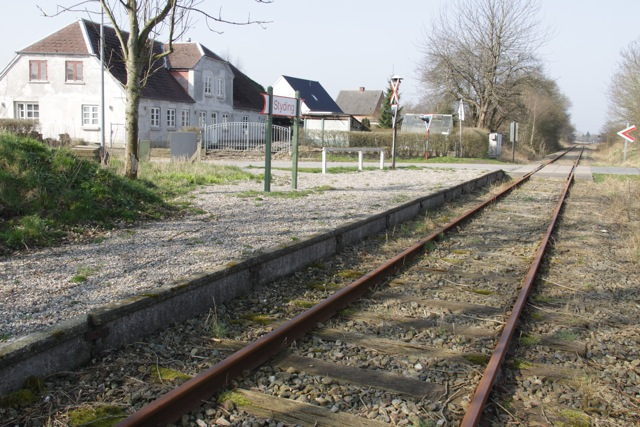
Von Vojens wird zuerst der Haltepunkt Styding erreicht,
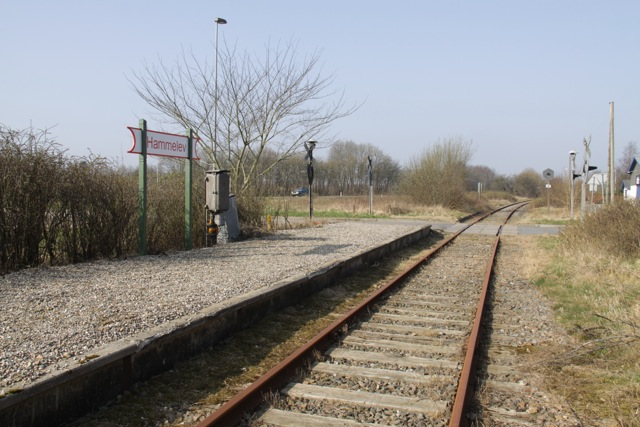
dann folgt Hammelev.
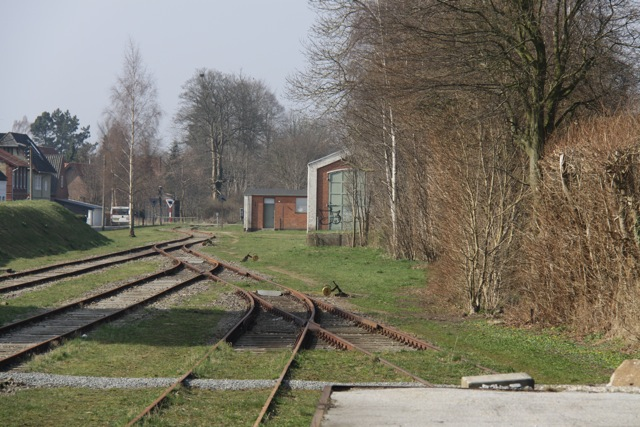
Haderslev H hat die einzige Umsetzmöglichkeit,
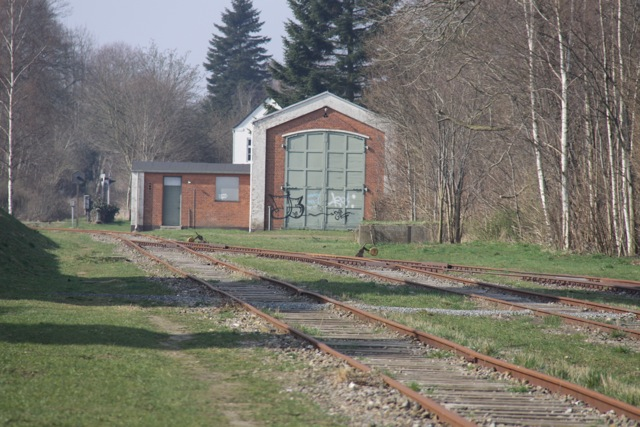
der Lokschuppen ist ohne Gleisanschluss.
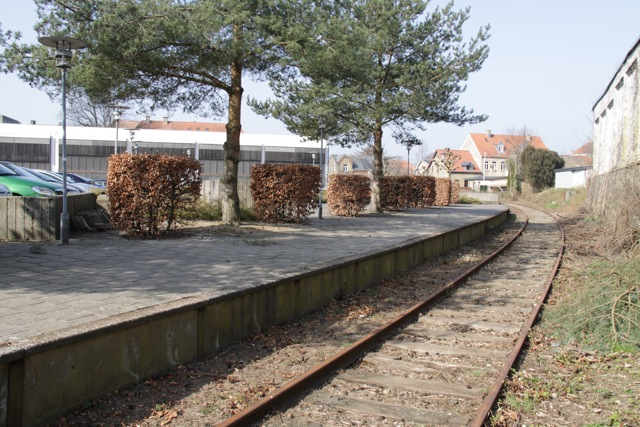
In Haderslev By endete bis 2019 die befahrbare Strecke,
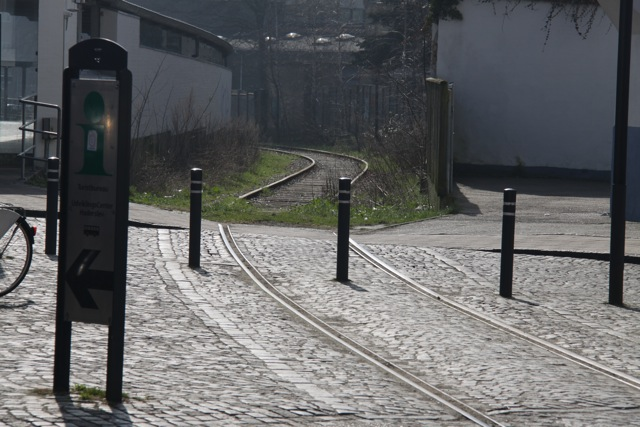
die früher über die Nørregade zum Hafen führte (seit 2017 Radweg)

## Museumsbetrieb
Der Kolding Lokomotivklub (KLK) konnte 1972 seinen ersten Museumszug mit der Lok F 694 befördern, später kamen auch die Diesellokomotiven VNJ 11 und HHJ Dl 11 zum Einsatz. Nach der offiziellen Stilllegung 2001 konnte der Museumszug auch weiter verkehren, allerdings durfte er die Hafenstrecken nicht mehr befahren. Dieser Verkehr wurde bis 2004 durchgeführt. In diesem Jahr wurde durch die Zusammenarbeit mit der Slesvigske Vognsamling noch ein Behelfsbahnsteig für die Züge gebaut. Nach dem Nikolauszug wurde die gesamte Strecke geschlossen.
Es gab jedoch eine Interessengruppe aus dem Bereich Haderslev und Vojens, die an einer Wiedereröffnung der Strecke arbeiteten. Diese gründeten am 22. September 2010 den Verein Haderslev Vojens Banen, dem es gelang, am 13. Juli 2011 den Museumsbetrieb auf der noch nicht abgebauten Strecke wieder aufzunehmen. Den ersten Zug der DSB Museumstog Syd führte die F 441, der von Haderslev By abfuhr.
Seither fährt die Museumsbahn alljährlich im Sommer.